# キシロメタゾリン
キシロメタゾリン（XylometazolineまたはXylomethazoline）は鼻づまり、アレルギー性鼻炎、副鼻腔炎の症状を改善する為に用いられる薬剤である。7日間以上の使用は推奨されない。3か月以下の乳児への使用は勧められず、6歳未満の子供への使用も勧められない場合もある。使用法は直接鼻にスプレーするか液を垂らして使う。
副作用は不眠、鼻への刺激、吐き気、頭痛があげられる。 長期間にわたる使用は、使用を止めたときに薬剤性肥厚性鼻炎 を引き起こす可能性があるため勧められない。妊娠中の使用は勧められない。キシロメタゾリンは充血除去薬および α-アドレナリン性アゴニストに属する薬剤である。
キシロメタゾリンは1956年に特許認可され1959年に医療薬剤として用いられるようになった。日本では承認されていない。世界保健機関の必須医薬品リストに掲載されている最も効果的で安全な医療制度に必要とされる薬剤である。キシロメタゾリンは後発医薬品として入手できる。開発途上国での卸売価格は10mlボトル約＄0.75米ドルである。英国の国民保健サービスにかかる費用は1投与約2.10ポンドである。